# Țepu
Țepu is een Roemeense gemeente in het district Galați.
Țepu telt 2657 inwoners.